# Saint-Jean-de-Muzols
Saint-Jean-de-Muzols is een gemeente in het Franse departement Ardèche (regio Auvergne-Rhône-Alpes). De plaats maakt deel uit van het arrondissement Tournon-sur-Rhône. Saint-Jean-de-Muzols telde op 1 januari 2022 2.499 inwoners.

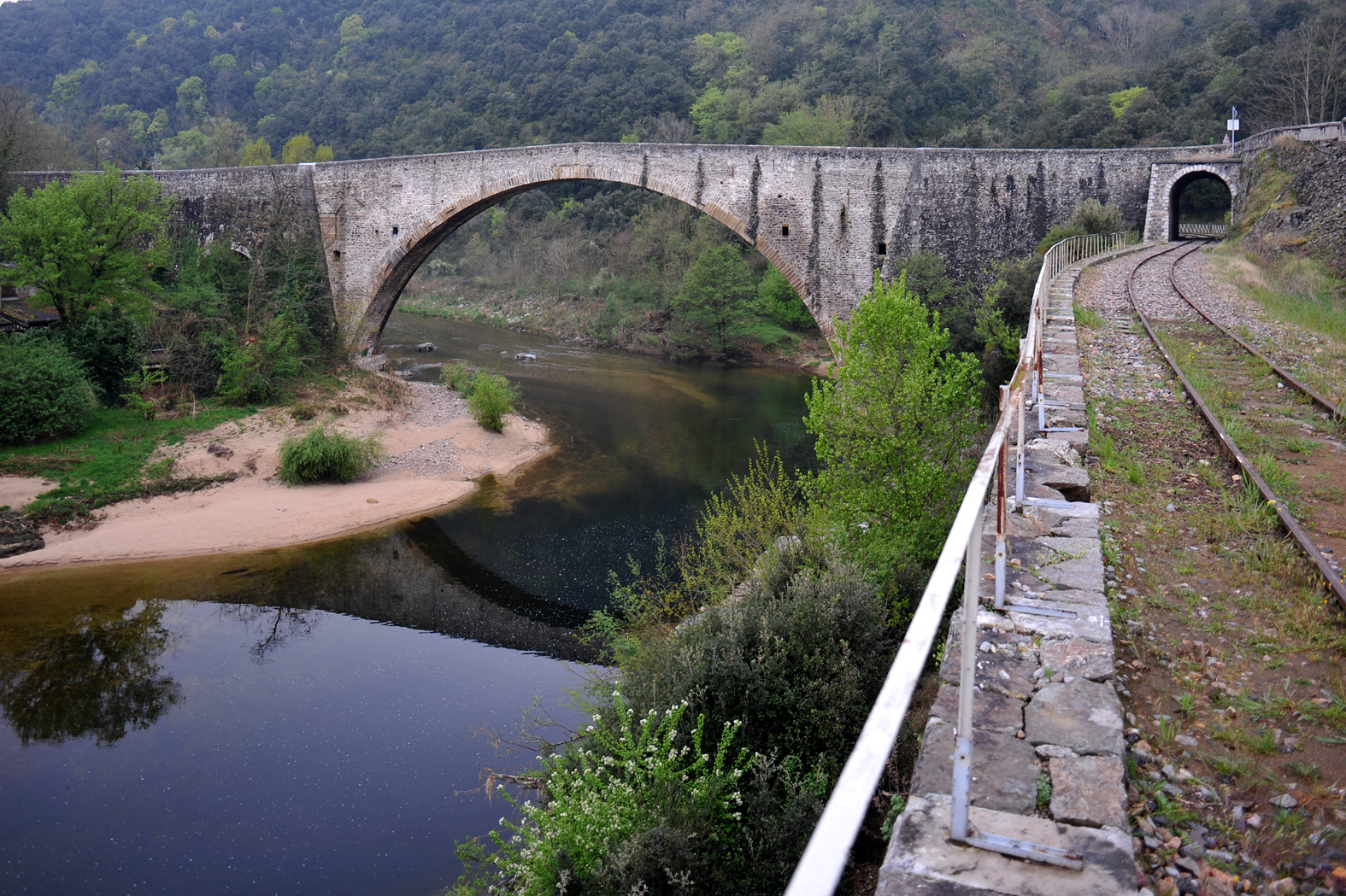
Brug van Saint-Jean-de-Muzols
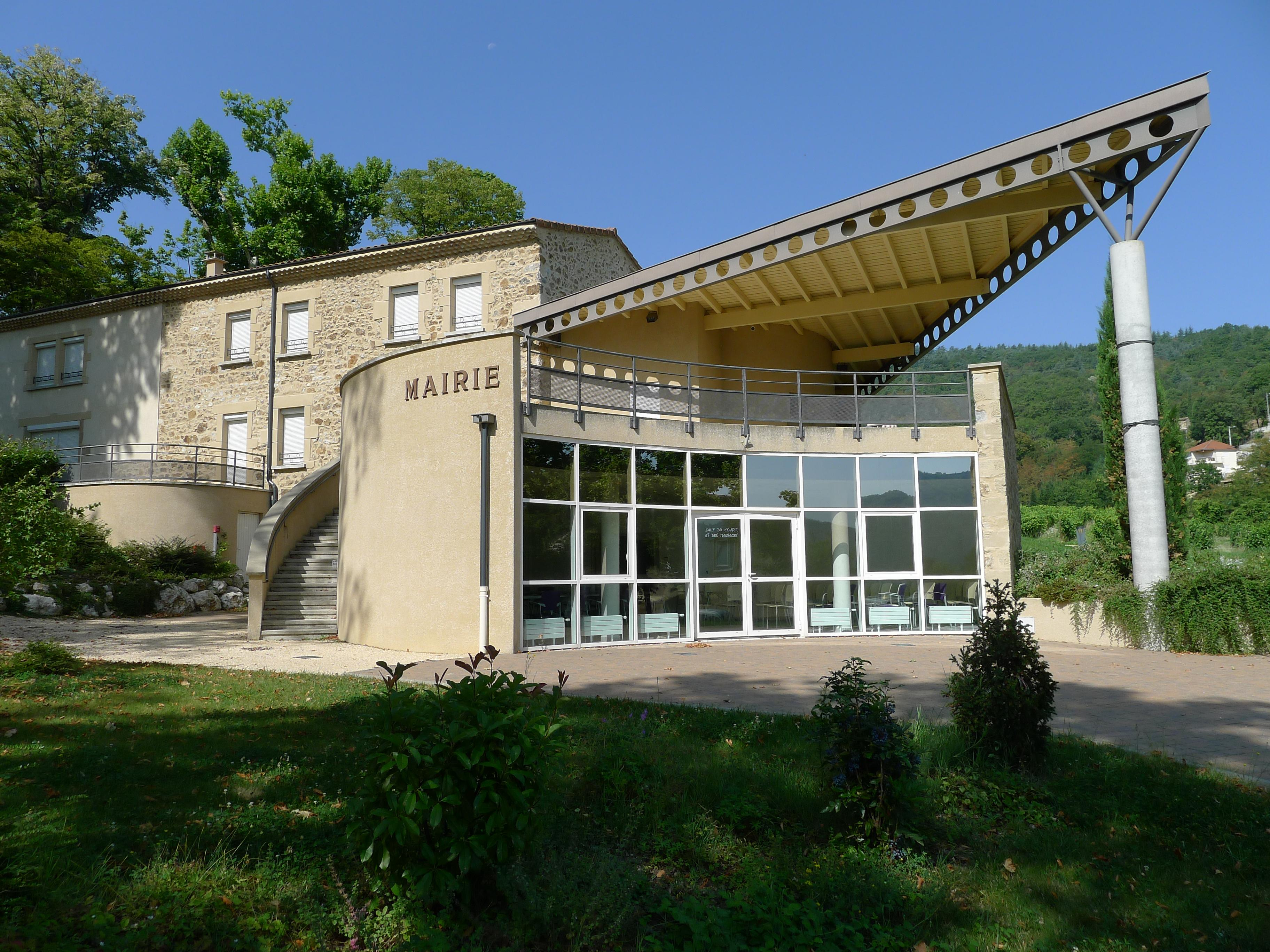
Gemeentehuis

## Geografie
De oppervlakte van Saint-Jean-de-Muzols bedroeg op 1 januari 2022 10,68 vierkante kilometer; de bevolkingsdichtheid was toen 234 inwoners per km². De plaats ligt op de rechteroever van de Rhône.
De onderstaande kaart toont de ligging van Saint-Jean-de-Muzols met de belangrijkste infrastructuur en aangrenzende gemeenten.

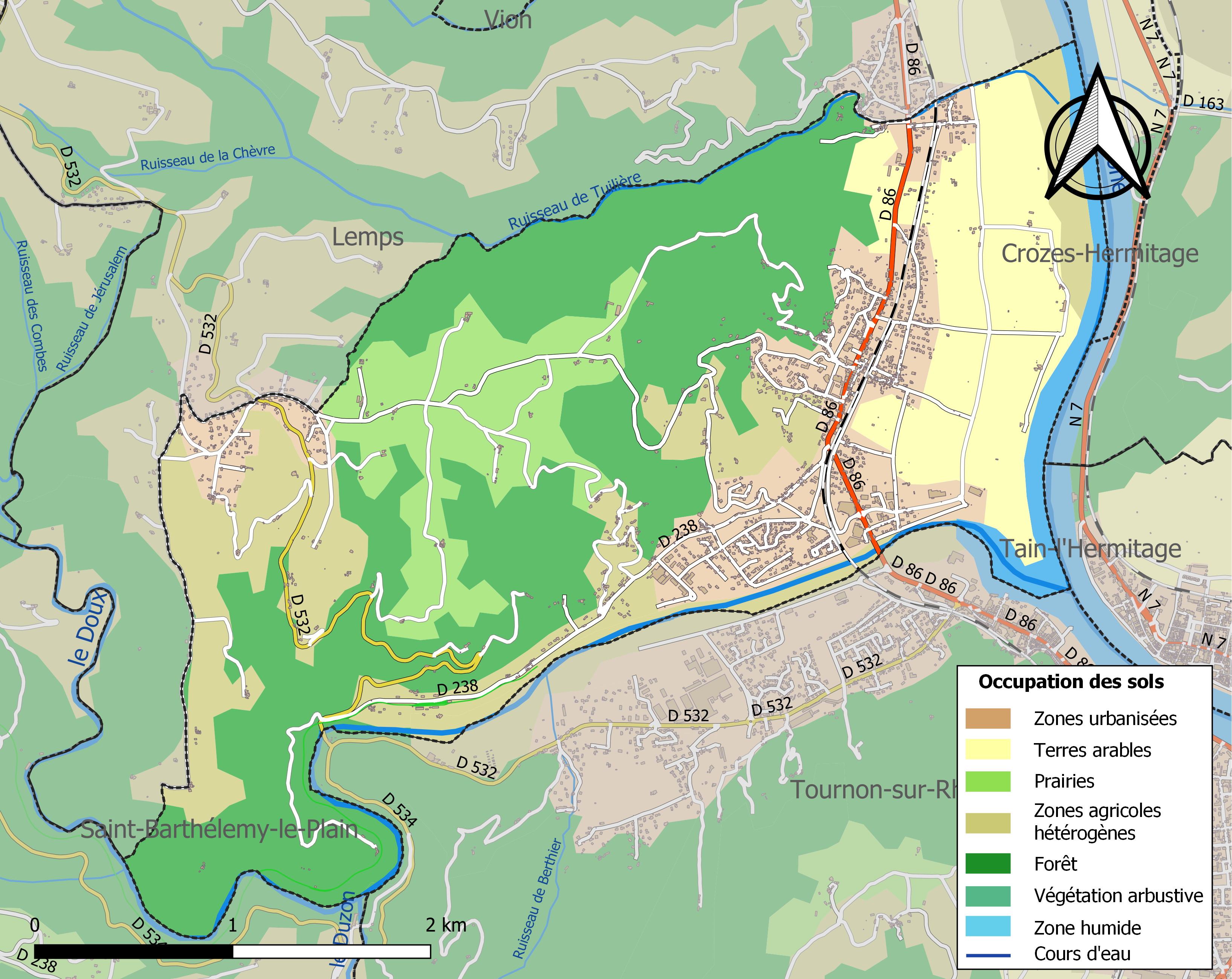

## Demografie
Onderstaande figuur toont het verloop van het inwonertal (bron: INSEE-tellingen).

Vanwege een beveiligingsprobleem met de MediaWiki Graph-software is het momenteel niet mogelijk deze grafiek weer te geven. Zodra de software is bijgewerkt zal de grafiek vanzelf weer zichtbaar worden.